# Francisco Arriagada
Francisco Arriagada Mella (Talcahuano, Chile; 31 de enero de 1994) es un futbolista chileno que se desempeña como mediocampista y actualmente juega en U.D. Montijo, equipo del grupo XIV de la tercera división española. Teniendo pasos por la primera división de Malta y Chile  

## Clubes
| Club             | País   | Año         |
| ---------------- | ------ | ----------- |
| Mosta            | Malta  | 2013        |
| Vittoriosa Stars | Malta  | 2014 - 2015 |
| Fgura United     | Malta  | 2015 - 2016 |
| Deportes Limache | Chile  | 2016 - 2017 |
| Vittoriosa Stars | Malta  | 2017 - 2018 |
| Fgura United     | Malta  | 2018 - 2019 |
| Barnechea        | Chile  | 2019 - 2020 |
| U.D. Montijo     | España | 2020 -      |